# Хидеки Юкава
Хидеки Юкава (на японски: 湯川秀樹) е първият японски физик, носител на Нобелова награда за физика за 1949 година, член на японската Императорска академия от 1946.

## Биография
Роден е на 23 януари 1907 година в Токио, Япония. Завършва университета в Киото през 1929, а в 1933 става професор в университета в Осака. Започва да се занимава с теоретична ядрена и атомна физика и развива теорията за мезоните през 1935 г. Предсказва съществуването на пиона през 1947. Неговите изследвания имат огромно влияние върху теорията на елементарните частици.
От 1948 до 1953 г. работи в САЩ. От 1949 е професор в Колумбийския университет. През 1955 година, заедно с други 10 видни учени, подписва манифеста за ядрено разоръжаване.
Има двама сина.
Умира на 8 септември 1981 година в Киото.